# キビヤック
キビヤック、キビャック、キビヤ（kiviakやgiviakと音写されることが多い）とは、グリーンランドのカラーリット民族やカナダのイヌイット民族、アラスカ州のエスキモー民族が作る伝統的な漬物の一種、発酵食品である。
海鳥（ウミスズメ類）を肉と内臓を抜いたアザラシの中に詰めこみ、地中に長期間埋めて作られる。
冒険家のクヌート・ラスムッセンはキビヤックを食べて食中毒で死亡したと考えられている。また、2013年8月にグリーンランドのシオラパルクという集落で、発酵しにくいケワタガモ属の鳥で作ったキビヤックを食べた複数人がボツリヌス症を発症して死亡した。

## 材料

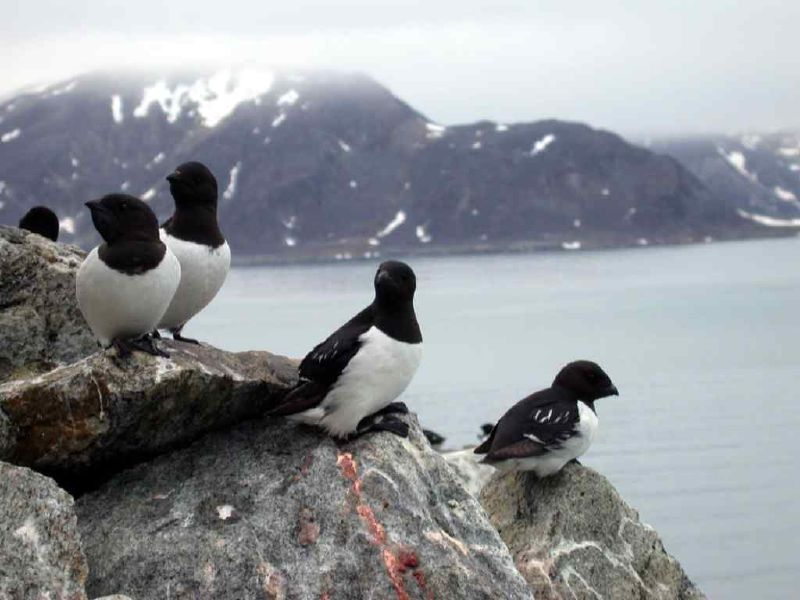
ヒメウミスズメ

キビヤックの材料となるのは、現地でアパリアス（グリーンランド語：Appaliarsuk）と呼ばれる海鳥の一種とアザラシである。北極圏の短い夏の間、繁殖のため飛来したアパリアスの群れを捕虫網のような道具で捕獲する。

## 製法
1. 捕獲したアパリアスを直射日光の当たらない涼しい場所に1日ほど放置して冷やす（内臓が早く傷まないようにするため）。
2. アザラシの腹を裂き、皮下脂肪のみ残して内臓と肉をすべて取り出す（皮下脂肪も取り除くという説もある[6]）。
3. 袋状の空になったアザラシの内部にアパリアスを（羽などをむしらず）そのままの形で数十羽程詰め込み（資料によれば700羽とする記述もある）、アザラシの腹を縫い合わせる。縫合口にハエが卵を産み付けるのを防ぐために、日干ししたアザラシの脂（プヤ）を塗ったりもする。アザラシの袋に空気が残らないようぎゅうぎゅうに詰める。空気を抜かないとうまく発酵せず腐ってしまう。
4. これを地面に掘った穴に埋め、日光で温度が上がって腐ることがないように日除けと空気抜きを行い、キツネなどに食べられないようにするために上に石を積んで覆い、2ヶ月から数年間放置・熟成する。
5. アザラシを掘り出し、中からアパリアスを取り出して食べる。

## 食べ方
植村直己の自著によれば、『食べるときはアパリアスの尾羽を除去した後、総排出口に口をつけて発酵して液状になった内臓をすする。肉も、皮を引き裂きながらそのまま食べる。歯で頭蓋骨を割り中身の脳味噌も食する』という。
この植村の主張に対し、角幡唯介は、「そんな食い方する人見たことない」、「村の友達に確認したら『ナオミは村の連中に騙されたんだ』と笑っていた。」として、「手羽をむしって、脚をむしって、胸肉に食らいついた後、胸骨をはぎ取り、内臓をすするというのが自然な食し方でしょう。」と述べている。
実際に植村の滞在地と同じグリーンランドのエスキモーがキビヤックを食べている動画では、形の残る肉を食べている様子が映り、また内容物をしごき絞り出している様子も映るが、ナレーションでは「キビヤックを楽しむ最も一般的な方法は、頭を噛みちぎり中の液体を吸い出す（ To enjoy the most popular way to enjoy Kiviak is to bite off the bird's head and suck out the liquid inside first. ）」と言っている（ただしナレーションのようなシーンは動画に映っていない）。
液状になった内臓を調味料として焼いた肉などにつけて食べることもある。発酵により生成されたビタミンを豊富に含むため加熱調理で酸化・分解してしまった生肉中のビタミンを補う機能があるとされ、かつては極北地域において貴重なビタミン源の一つであった。
誕生日、クリスマス、結婚式や成人式などの祝宴の席でよく供される。

## 強い臭気
美味だが非常に強い臭気があるとされシュールストレミング、くさや、ホンオフェと並び世界の異臭料理として有名である。
臭い食べ物の代表例（食べ物の臭さの「順位付け」ではない）
Au: アラバスター単位、におい成分の成分量の単位である。においの強弱は、におい成分毎にヒトの感覚閾値との相乗値で評価され、純粋な「においの単位」ではない。

## 補注
1. 1 2  “第3章 冒険家の食欲 後編”. ナショナル ジオグラフィックnatgeo.nikkeibp.co.jp. 2024年1月28日閲覧。
2. ↑  Magazine, Smithsonian. “Eating Narwhal” (英語). Smithsonian Magazine. 2024年1月28日閲覧。
3. ↑  Diski, Jenny (2002年2月16日). “A bellyful of auks” (英語). The Guardian. 2024年1月28日閲覧。
4. ↑  “Greenland terducken from hell: the real bird-seal meal”. The Fourth Continent. (2013年8月7日).  オリジナルの2014年7月30日時点におけるアーカイブ。 2014年2月15日閲覧。
5. ↑  アパリアスをウミツバメ類としている資料もあるが誤りである。正しくは「ウミスズメ類」であり、グリーンランドではその中でもヒメウミスズメ（学名：Alle alle）がよく使われるという（"en:The Wilson Bulletin" vol.106, en:Wilson Ornithological  Society（1919） - 原文資料（英文）、要約解説（和文））。和文文献（監修／成瀬宇平他 『食材図典2』 小学館、2001年、ISBN 4095260831） - 抜粋解説）。なおウミツバメ類はミズナギドリ目、ウミスズメ類はチドリ目であり名称は似ているが別の系統の鳥である。
6. ↑  皮下脂肪を残すという説は植村直己の著書に見られる[要文献特定詳細情報]。残さないという説は小泉武夫の著書に見られる[要文献特定詳細情報]。
7. ↑  @kakuhatayusuke (6 February 2024). “植村さんは肛門から中身を吸い出すみたいなことを書いていたけど、...”. X（旧Twitter）より2024年7月24日閲覧.
8. ↑  https://www.youtube.com/watch?v=mQgjagWsCHM&t=91s
9. ↑  昭文社－なるほど知図帳2009「世界」51ページ。上記データを監修した東京農業大学教授小泉武夫の使用済み靴下は 120 Au であった。